# Estação St Pancras
A Estação ferroviária de St Pancras (/ˈpæŋkrəs/), também conhecida como Estação de Londres St Pancras, London St Pancras, Estação St Pancras International ou St Pancras International e oficialmente desde 2007 como London St Pancras International, é um terminal ferroviário central de Londres na Euston Road no borough londrino de Camden. É o terminal dos serviços Eurostar da Bélgica, França e Holanda para Londres. Fornece serviços ferroviários de East Midlands para Leicester, Corby, Derby, Sheffield e Nottingham na Midland Main Line, trens de alta velocidade da Southeastern para Kent via Ebbsfleet International e Ashford International, e serviços Thameslink cruzando Londres para Bedford, Cambridge, Peterborough, Brighton, Horsham e o Aeroporto de Gatwick. Fica entre a Biblioteca Britânica, o Regent's Canal e a estação ferroviária de London King's Cross, com a qual compartilha uma estação de Metrô de Londres, King's Cross St Pancras.
A estação foi construída pela Midland Railway (MR), que tinha uma extensa rede ferroviária em Midlands e no norte da Inglaterra, mas nenhuma linha dedicada a Londres. Após problemas de tráfego ferroviário após a Exposição Internacional de 1862, o MR decidiu construir uma conexão de Bedford a Londres com seu próprio terminal. A estação foi projetada por William Henry Barlow e construída com um telhado de ferro de um único vão. Após a inauguração da estação em 1 de outubro de 1868, o MR construiu na fachada da estação o Midland Grand Hotel, que tem sido amplamente elogiado por sua arquitetura e hoje é um edifício classificado Grade I junto com o resto da estação.
No final da década de 1960, foram feitos planos para demolir totalmente St Pancras e desviar os serviços para King's Cross e Euston, levando a uma oposição feroz. O complexo sofreu um £ 800 milhões de remodelação para se tornar o terminal para o Channel Tunnel Rail Link/High-Speed 1/HS1 como parte de um plano de regeneração urbana em East London, que foi inaugurado pela rainha Elizabeth II em novembro de 2007. Uma área de terminal selada de segurança foi construída para os serviços do Eurostar para a Europa continental via High Speed 1 e o Eurotúnel, com plataformas para trens domésticos para o norte e sudeste da Inglaterra. A estação restaurada tem 15 plataformas, um centro comercial e um autocarro. A London St Pancras International é propriedade da HS1 Ltd e gerida pela Network Rail (High Speed), uma subsidiária da Network Rail.

## Localização
St Pancras fica no extremo sul do borough londrino de Camden em um local orientado norte-sul, mais profundo do que largo. A sul é delimitada por Euston Road (parte da London Inner Ring Road), e sua fachada é o St Pancras Renaissance Hotel, enquanto a oeste é delimitada por Midland Road que a separa da Biblioteca Britânica e a leste por Pancras Road que separa-a da estação de King's Cross. A Biblioteca Britânica fica no antigo pátio de mercadorias.
Atrás do hotel, o galpão de trem é elevado 5 m (17 ft) acima do nível da rua e a área abaixo forma o subsolo da estação. A metade norte da estação é delimitada principalmente a leste pela Camley Street, com o Camley Street Natural Park do outro lado da estrada. A nordeste fica King's Cross Central, anteriormente conhecido como Railway Lands, um complexo de linhas ferroviárias que se cruzam por várias estradas e o Regent's Canal.
Várias rotas de ônibus de Londres servem St Pancras, incluindo 73, 205 e 390.

## Estação doméstica

### Fundo
O nome da estação vem da paróquia de St. Pancras, que se origina do menino mártir cristão do século IV Pancrácio de Roma. A estação foi encomendada pela Midland Railway (MR), que tinha uma rede de rotas nas Midlands, e no sul e oeste de Yorkshire e Lancashire, mas nenhuma rota própria para Londres. Antes de 1857 o MR usava as linhas do L&NWR para trens para a capital; posteriormente, a Leicester and Hitchin Railway da empresa deu acesso a Londres através da Great Northern Railway (GNR).
Em 1862, o trânsito para a segunda Exposição Internacional sofreu grandes atrasos no troço de linha para Londres sobre os trilhos da GNR; a rota para a cidade através do L&NWR também estava em sua capacidade máxima, com trens de carvão fazendo com que a rede em Rugby e em outros lugares chegasse a um engarrafamento efetivo. Este foi o estímulo para a MR construir sua própria linha para Londres a partir de Bedford, que seria pouco menos de 50 mi (80 km) de comprimento. Samuel Carter foi advogado do projeto de lei parlamentar, que foi sancionado em 1863.
A principal justificação económica para o prolongamento da RM foi o transporte de carvão e outras mercadorias para a capital, que foi dificultado por uma portagem de 1s 9d nas linhas da GNR. Uma grande estação de mercadorias foi construída entre 1862 e 1865, situada a oeste do depósito de carvão de King's Cross, entre a North London Railway e o Regent's Canal. Embora carvão e mercadorias fossem a principal motivação para a extensão de Londres, Midland percebeu o prestígio de ter um terminal de passageiros no centro de Londres e decidiu que deveria ter uma frente na Euston Road. A empresa comprou a seção leste de terra no lado norte da estrada de propriedade de Earl Somers.

### Construção

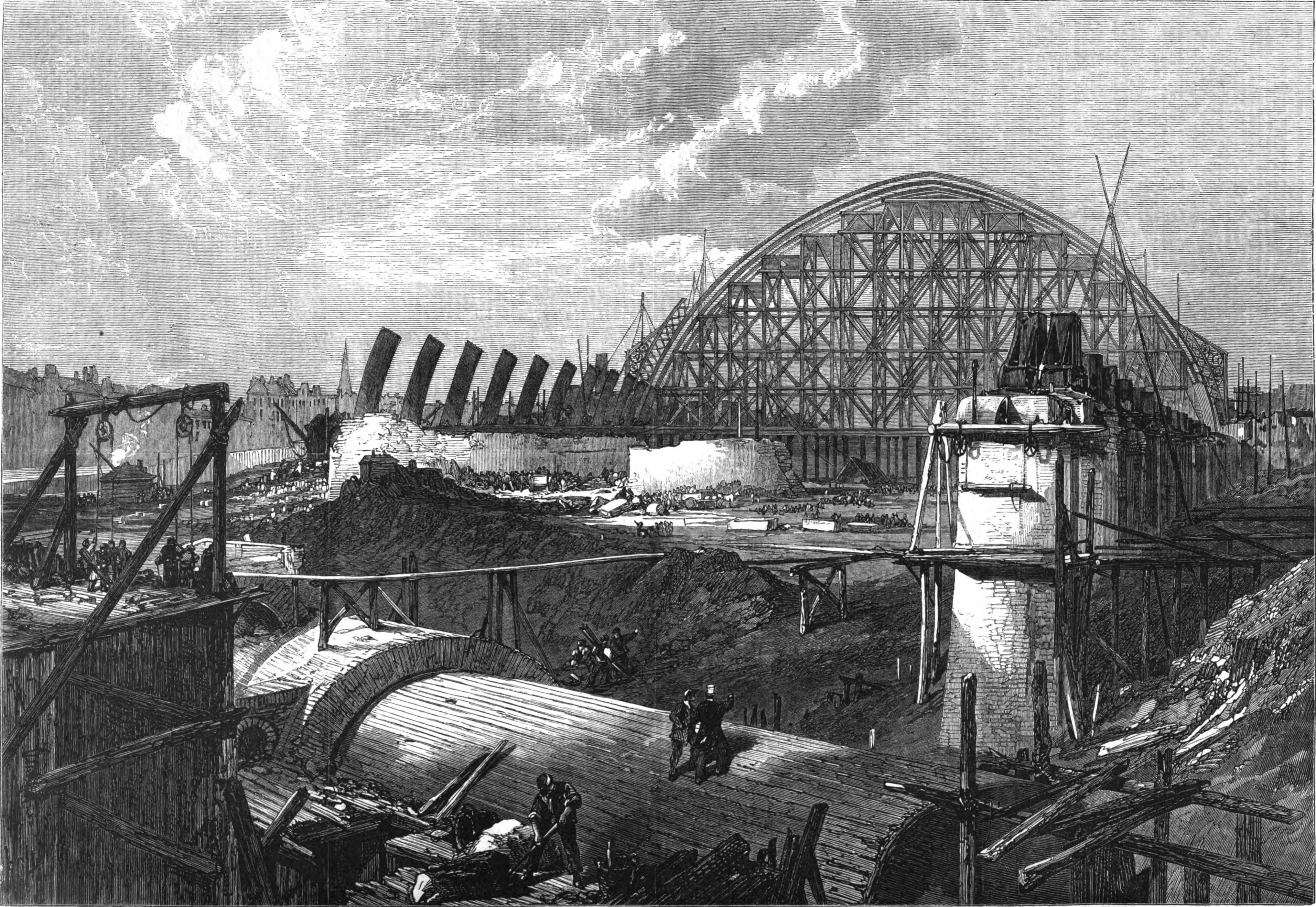
O galpão de trem em construção em 1868

A estação de passageiros foi projetada por William Henry Barlow e construída em um local que anteriormente era uma favela chamada Agar Town.

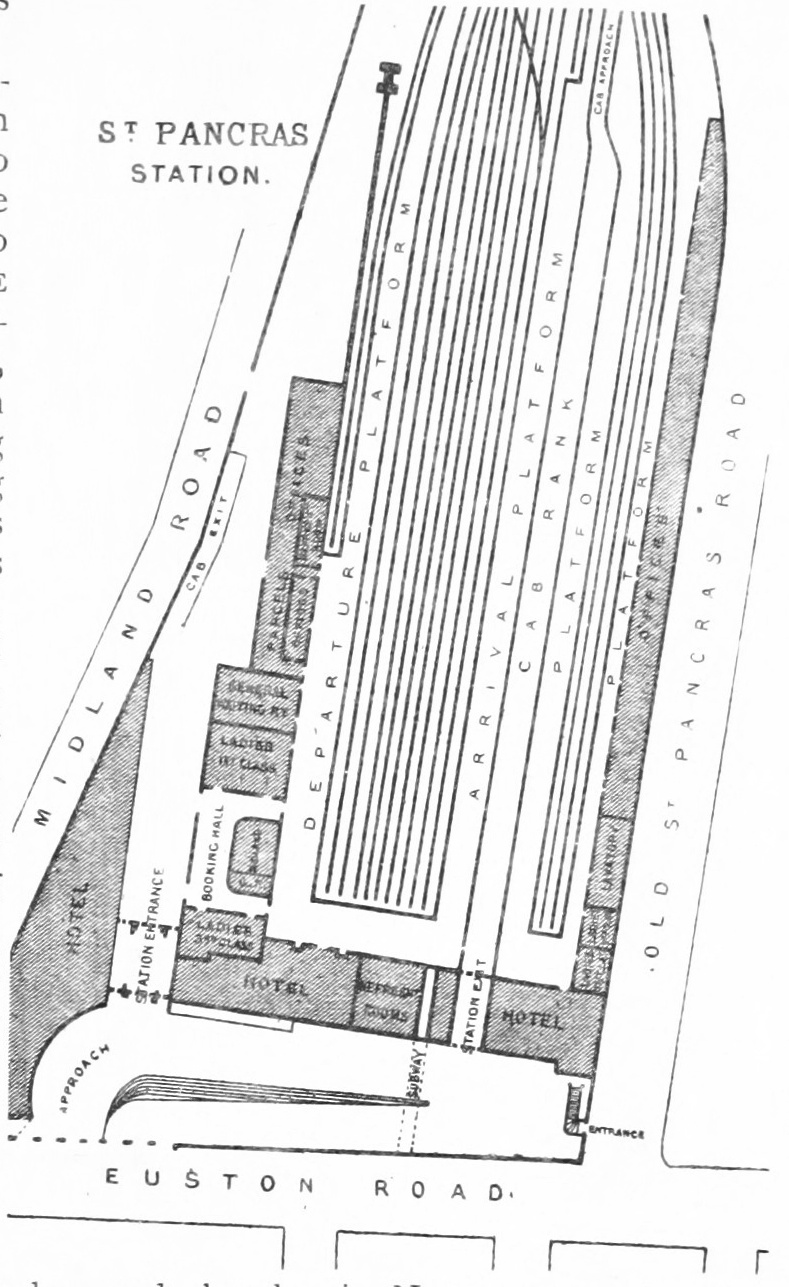
Um plano de St Pancras em 1888

A linha que se aproximava da estação cruzava o Regent's Canal a uma altura que permitia à linha gradientes razoáveis; isso resultou no nível da linha em St Pancras sendo 20 ft (6.1 m) acima do nível do solo. (Em contraste, as linhas para o túnel adjacente da estação King's Cross sob o Regent's Canal). Os planos iniciais eram para um telhado de dois ou três vãos com o vazio entre a estação e o nível do solo preenchido com entulho de túneis para unir a Midland Main Line ao ramal de St. Pancras. Em vez disso, devido ao valor do terreno em tal localização, a área inferior foi usada para frete, em particular cerveja de Burton. Como resultado, o subsolo foi construído com colunas e vigas, maximizando o espaço, seguindo os mesmos planos daqueles usados para armazéns de cerveja, e com uma unidade básica de comprimento que um barril de cerveja.
A empreitada de construção da infra-estrutura da estação e das linhas de ligação foi entregue aos Srs. Waring, com o assistente de Barlow, Campion, como supervisor. O piso inferior para armazenamento de cerveja continha colunas interiores 15 ft (4.57 m) de largura e 48 ft (14.63 m) vigas de sustentação profundas que suportam a estação principal e a via. A ligação às Linhas Alargadas (ramal de St. Pancras) corria abaixo do nível inferior da estação, no sentido leste-oeste.
Para evitar que as fundações da cobertura interfiram no espaço abaixo, e para simplificar o projeto e minimizar custos, optou-se por construir uma cobertura de vão único, com travessas para o arco ao nível da estação. O arco foi lançado diretamente do nível da estação, sem pilares. Conselhos adicionais sobre o projeto do telhado foram dados a Barlow por Rowland Mason Ordish. As costelas dos arcos tinham uma profundidade de 6 ft (1.8 m), principalmente ferragens abertas. A largura do vão, de parede a parede, foi de 245 ft 6 in (74.83 m), com uma costela a cada 29 ft 4 in (8.94 m) O arco era de desenho levemente pontiagudo, com raio de curvatura reduzido nos pontos de mola. A Butterley Company foi contratada para construir os arcos. O custo total do telhado de 24 nervuras e vidros foi superior a £ 53.000, dos quais mais da metade foi para as nervuras principais. O custo da empena foi mais £ 8.500.

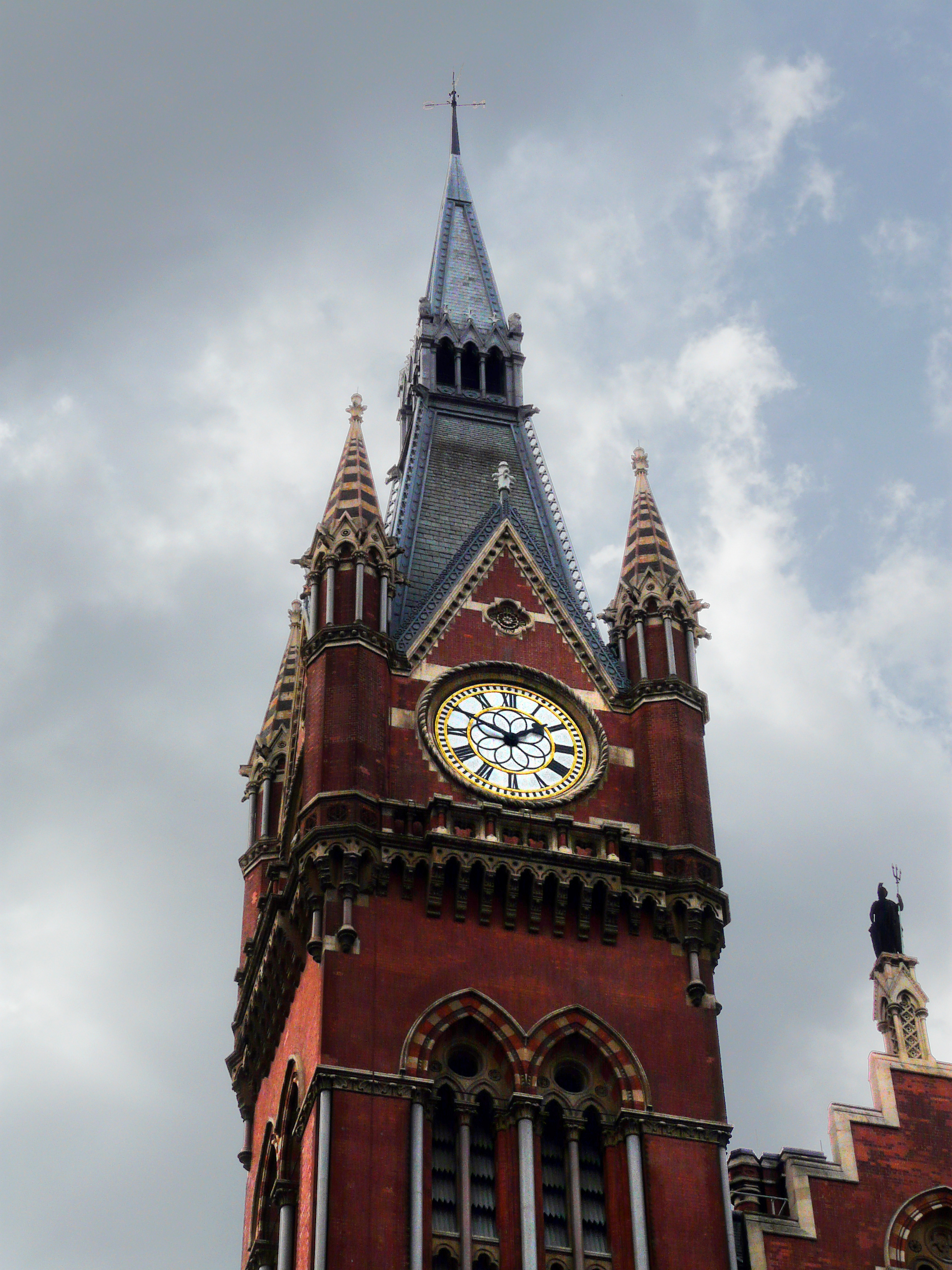
A Torre do Relógio

O telhado geral de vão único era a maior estrutura do mundo no momento de sua conclusão. Os materiais utilizados foram estrutura de ferro forjado de design treliçado, com vidro cobrindo a metade central e madeira (interior)/ardósia (exterior) cobrindo os quartos externos. As duas telas finais foram envidraçadas em um padrão de grade retangular vertical com revestimento decorativo de madeira ao redor da borda e remates de ferro forjado ao redor da borda externa. Foi 689 ft (210.01 m) de comprimento, 240 ft (73.15 m) de largura e 100 ft (30.48 m) alto no ápice acima dos trilhos.
Os serviços locais começaram a funcionar para o entroncamento da Metropolitan Railway sob o terminal em 13 de julho de 1868. A própria estação abriu ao público em 1 de outubro. O primeiro serviço foi um trem de correio noturno de Leeds.

### Serviços iniciais
St Pancras foi construído durante um período de expansão para o MR, pois as principais rotas para Manchester, Nottingham, Sheffield e Carlisle foram abertas durante esse período. Em 1902, havia 150 trens chegando e saindo da estação diariamente, embora esse número fosse muito menor do que Waterloo ou Liverpool Street. Além dos serviços de Midland, a Great Eastern Railway (GER) usou St Pancras como um terminal "West End" para trens para Great Yarmouth, Norwich, Lowestoft entre 1870 e 1917. Na virada do século XX, St Pancras tinha um serviço mais rápido para Cambridge do que de King's Cross, em 71 minutos. Os serviços do GER foram suspensos por causa da Primeira Guerra Mundial e nunca foram retomados.
A London, Tilbury and Southend Railway (LTSR) iniciou os serviços de trem de barco de St Pancras a partir de 9 de julho de 1894, após a abertura da Tottenham and Forest Gate Railway. Os trens iam de St Pancras a Tilbury via South Tottenham e Barking. Tilbury Docks então forneceu uma conexão com a Austrália e a Escandinávia. No ano seguinte, o LTSR iniciou um serviço de St Pancras para Southend Central. Os trens de barco continuaram a circular de St Pancras até 1963, após o que foram transferidos para Liverpool Street e Fenchurch Street.

### Agrupamento, nacionalização e privatização

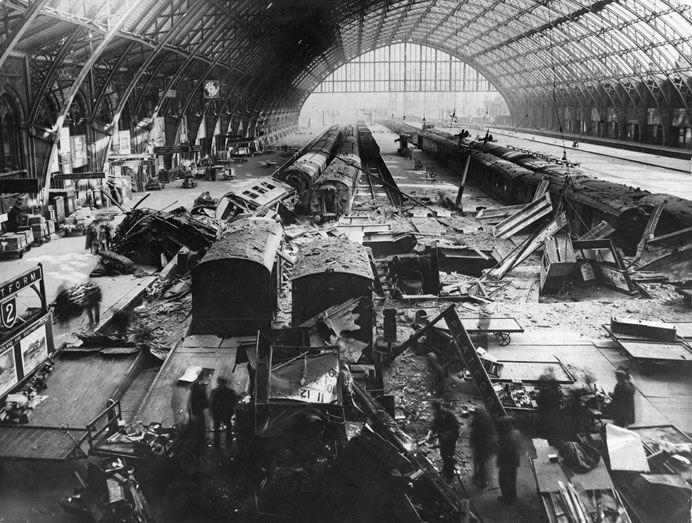
A estação foi danificada por uma bomba em maio de 1941 durante a Blitz.

O Railways Act de 1921 forçou a fusão da Midland com a London and North Western Railway (L&NWR) na London, Midland and Scottish Railway (LMS), e a LMS adotou a Estação Euston da LNWR (a "Linha Premier") como sua principal terminal de Londres. O Midland Grand Hotel foi fechado em 1935, e o prédio foi posteriormente usado como escritórios da British Railways. Durante a Segunda Guerra Mundial, os bombardeios infligiram danos ao galpão de trem, que foi apenas parcialmente revitrificado após a guerra. Na noite de 10 a 11 de maio de 1941, uma bomba caiu no chão da estação na plataforma 3, explodindo nos cofres de cerveja embaixo. A estação não foi significativamente danificada, mas foi fechada por oito dias, com as plataformas 2-3 permanecendo fechadas até junho. Em 1947 o entroncamento de St. Pancras foi relançado com trilhos pré-fabricados, juntamente com alterações associadas ao sistema de sinalização.
Com a criação da British Railways (BR) em 1948, St Pancras recebeu um investimento significativo após o abandono da LMS. Os destinos incluíam os serviços da área de Londres para North Woolwich, St Albans e Bedford. Os trens de longa distância chegaram a Glasgow, Leeds, Nottingham, Sheffield e Manchester, com trens famosos como The Palatine para Manchester, The Thames-Clyde Express para Glasgow, e The Master Cutler para Sheffield (transferido de King's Cross em 1966, que havia sido transferida de Marylebone oito anos antes).
Em 7 de outubro de 1957, a sinalização em St Pancras foi atualizada, substituindo as três caixas originais por uma caixa de energia controlando 205 cambiadores de rota e 33 pontos em uma rede de 1 400 relés. De 1960 a 1966, o trabalho de eletrificação na West Coast Main Line entre Londres e Manchester viu um novo Midland Pullman de Manchester a St Pancras. Esses trens e aqueles para Glasgow foram retirados após a conclusão da reconstrução de Euston e a consolidação desses serviços.

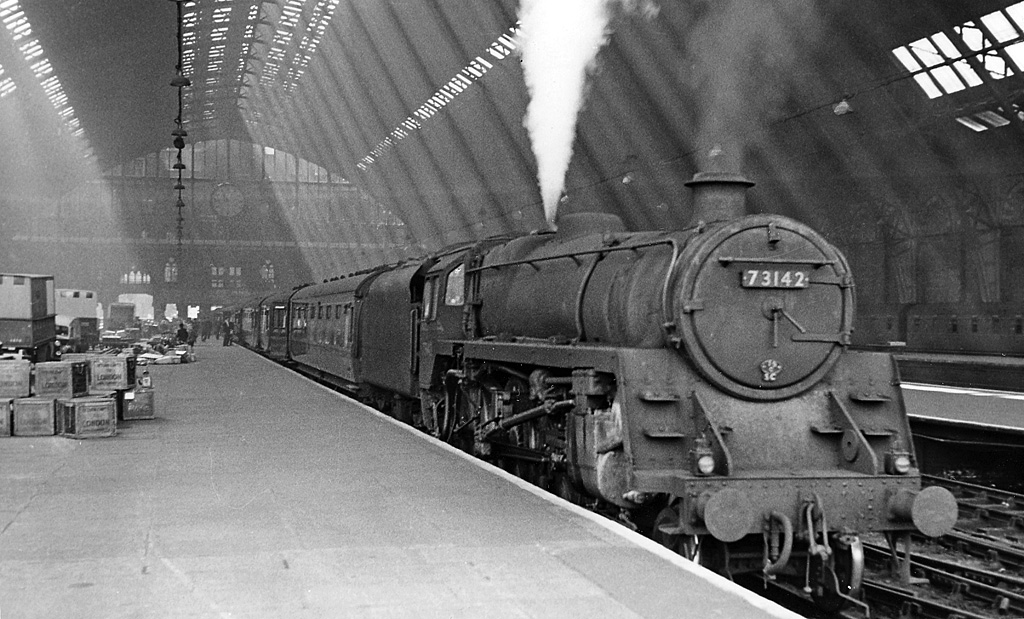
Um expresso para Leicester aguardando partida em 1957

Na década de 1960, St Pancras era visto como redundante, e várias tentativas foram feitas para fechá-lo e demolir o hotel (então conhecido como St Pancras Chambers). Essas tentativas provocaram forte e bem-sucedida oposição, com a campanha liderada pelo poeta laureado posterior, John Betjeman. Jane Hughes Fawcett com a Victorian Society foi fundamental em sua preservação e foi apelidada de "a furiosa Sra. Fawcett" por oficiais ferroviários britânicos. Muitos dos manifestantes haviam testemunhado a demolição do Euston Arch próximo alguns anos antes e se opunham fortemente à arquitetura distinta de St Pancras sofrendo o mesmo destino. A estação tornou-se um edifício listado como Grau I em novembro de 1967, evitando quaisquer modificações drásticas. Os planos foram descartados pela BR em dezembro de 1968, percebendo que era mais econômico modernizar o hotel, embora eles não gostassem de possuí-lo.

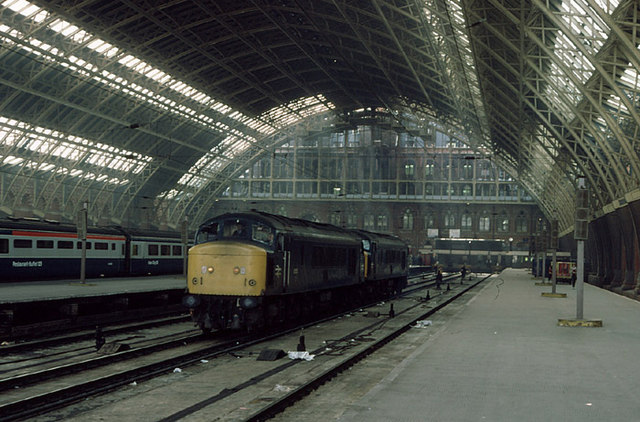
St Pancras, semi-degradada em 1984

Na década de 1970, o telhado do galpão de trem estava em perigo de colapso, e o recém-nomeado Diretor de Meio Ambiente Bernard Kaukas convenceu a empresa a investir £ 3 milhões para salvá-lo. Em 1978, um artigo da Private Eye disse que a British Rail realmente queria demolir St Pancras, mas se opunha a "muitos sentimentalistas de cabelos compridos" e "burocratas sem rosto" e elogiou os blocos de escritórios que substituíram o Euston Arch. Os escritórios da estação no antigo edifício do Midland Grand Hotel foram posteriormente remodelados em 1993, incluindo um novo telhado com 275 toneladas de ardósia de Westmorland Green.
Após a setorização da British Rail em 1986, os serviços de linha principal para East Midlands foram fornecidos pelo setor InterCity, com serviços suburbanos para St Albans, Luton e Bedford pela Network SouthEast. Em 1988, o túnel Snow Hill foi reaberto, resultando na criação da rota Thameslink e no desvio resultante da maioria dos trens suburbanos para a nova rota. A estação continuou a ser servida por trens que circulavam na linha principal de Midland para Leicester, Nottingham e Sheffield, juntamente com alguns serviços suburbanos para Bedford e Luton. Estes constituíam apenas alguns trens por hora e deixavam a estação subutilizada.
Após a privatização da British Rail, os serviços de longa distância de St Pancras foram franqueados à Midland Mainline, uma companhia operadora de trens de propriedade da National Express, a partir de 28 de abril de 1996. Os poucos trens suburbanos restantes ainda operando em St Pancras foram operados pela empresa operadora de trens Thameslink, de propriedade de Govia, a partir de 2 de março de 1997.
Um pequeno número de trens de e para Leeds foi introduzido, principalmente porque os trens de alta velocidade foram mantidos lá e já estavam funcionando vazios ao norte de Sheffield. Durante a grande reconstrução dos anos 2000 da West Coast Main Line, St Pancras novamente recebeu temporariamente trens intermunicipais diretos e regulares para Manchester, desta vez pela rota Hope Valley (através da curva Dore South) sob o título de Project Rio.

## Estação internacional

### Projeto
O plano original para o Channel Tunnel Rail Link (CTRL) envolvia um túnel do sudeste de Londres para um terminal subterrâneo nas proximidades de King's Cross. No entanto, uma mudança tardia de plano, impulsionada principalmente pelo desejo do então Secretário de Estado do Meio Ambiente Michael Heseltine de regeneração urbana no leste de Londres, levou a uma mudança de rota, com a nova linha se aproximando de Londres pelo leste. Isso abriu a possibilidade de reaproveitar St Pancras como terminal, com acesso pela North London Line, que cruza a garganta da estação.
A ideia de usar a linha do norte de Londres foi rejeitada em 1994 pelo secretário de transporte, John MacGregor, como "difícil de construir e prejudicial ao meio ambiente". No entanto, a ideia de usar a estação de St Pancras como terminal foi mantida, embora agora ligada por 12.4 mi (20.0 km) de novos túneis para Dagenham via Stratford.
A London and Continental Railways (LCR), criada na época da privatização da British Rail, foi selecionada pelo governo em 1996 para reconstruir St Pancras, construir o CTRL e assumir a participação britânica na operação do Eurostar. A LCR era proprietária da estação de St Pancras desde a privatização para permitir que a estação fosse reconstruída. Dificuldades financeiras em 1998 e o colapso da Railtrack em 2001 causaram alguma revisão deste plano, mas a LCR manteve a propriedade da estação.
A concepção e gestão do projecto de reconstrução foi realizada em nome da LCR pela Rail Link Engineering (RLE), um consórcio da Bechtel, Arup, Systra e Halcrow. O projeto de referência original para a estação foi de Nick Derbyshire, ex-chefe da equipe de arquitetura interna da British Rail. O plano mestre do complexo foi de Foster and Partners, e o principal arquiteto da reconstrução foi Alistair Lansley, um ex-colega de Nick Derbyshire recrutado pela RLE.
Para acomodar trens Eurostar de mais de 300 metros e para fornecer capacidade para os trens existentes para Midlands e os novos serviços Kent na ligação ferroviária de alta velocidade, o galpão de trem foi estendido a uma distância considerável para o norte por um novo galpão de telhado plano. A estação foi inicialmente planejada para ter 13 plataformas sob este galpão de trem estendido. Os serviços das Midlands Orientais usariam as plataformas ocidentais, a Eurostar atenderia as plataformas intermediárias e a Kent atenderia as plataformas orientais. As plataformas Eurostar e uma das plataformas Midland se estenderiam até o galpão de trem de Barlow. O acesso ao Eurostar para os passageiros que partem seria através de uma suíte de embarque no oeste da estação e depois para as plataformas por uma ponte acima dos trilhos dentro do galpão de trem histórico. Os passageiros do Eurostar que chegavam deixavam a estação por um novo saguão na extremidade norte.
Este projeto original foi posteriormente modificado, com acesso às plataformas do Eurostar por baixo, usando o subsolo da estação e permitindo a exclusão da ponte visualmente intrusiva. Ao deixar cair a extensão de qualquer uma das plataformas Midland no galpão do trem, o espaço foi liberado para permitir a construção de poços no piso da estação, que forneceram luz natural e acesso ao subsolo.
A reconstrução da estação foi gravada na série de documentários da BBC Television The Eight Hundred Million Pound Railway Station transmitida em seis episódios de 30 minutos entre 13 e 28 de novembro de 2007.

### Reconstrução

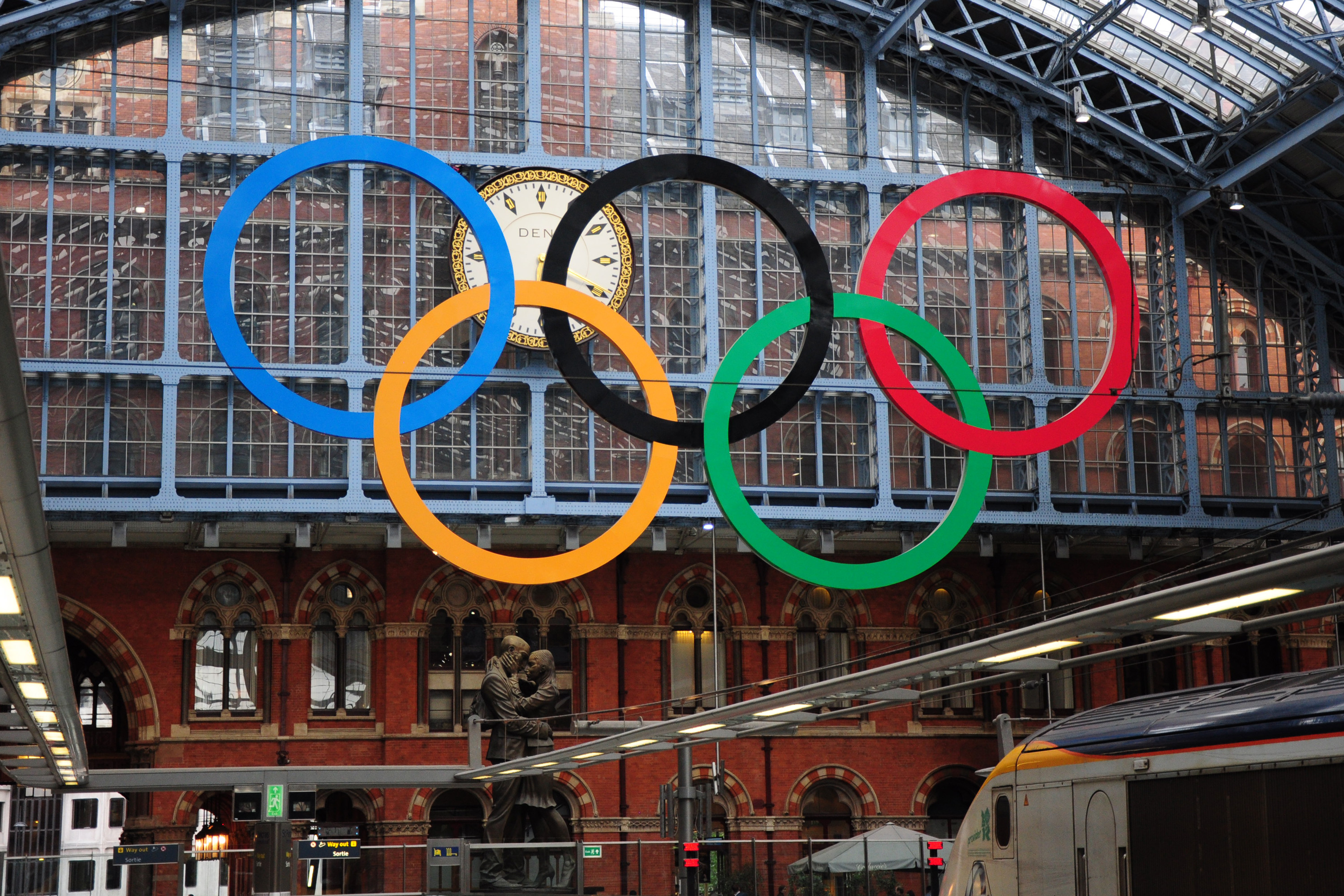
The Meeting Place e os anéis olímpicos para os Jogos Olímpicos de Verão de 2012

No início de 2004, o lado leste do galpão de trem estendido estava completo, e o galpão de trem de Barlow foi fechado para trens. A partir de 12 de abril de 2004, os trens Midland Mainline terminaram em uma estação provisória que ocupa a parte leste da extensão imediatamente adjacente à entrada.
Como parte da construção do lado oeste do novo galpão de trem que agora começou, uma "caixa" subterrânea foi construída para abrigar novas plataformas para o Thameslink, que neste ponto corria parcialmente sob a estação estendida. Para que isso acontecesse, os túneis existentes do Thameslink entre Kentish Town e King's Cross Thameslink foram fechados entre 11 de setembro de 2004 e 15 de maio de 2005, enquanto as obras eram realizadas. Os serviços do Thameslink do norte terminavam nas mesmas plataformas que os trens da Midland Main Line, enquanto os serviços do sul terminavam em King's Cross Thameslink.
Quando as linhas foram reabertas, a nova caixa da estação ainda era apenas uma casca de concreto e não podia levar passageiros. Os trens do Thameslink voltaram à rota anterior, mas passaram pela estação sem parar. O orçamento para as obras da Ligação Ferroviária do Túnel da Mancha não incluiu o trabalho de adaptação da estação, uma vez que estas obras tinham originalmente feito parte do programa de obras separado Thameslink 2000. Apesar do lobby dos operadores ferroviários que desejavam ver a estação aberta ao mesmo tempo que St Pancras International, o governo não forneceu financiamento adicional para permitir que as obras de adequação fossem concluídas imediatamente após o bloqueio da linha. Eventualmente, em 8 de fevereiro de 2006, Alistair Darling, o Secretário de Estado dos Transportes, anunciou £ 50 milhões de fundos para o ajuste da estação, além de outros £ 10-15 milhões para a instalação de sinalização associada e outras obras na via.

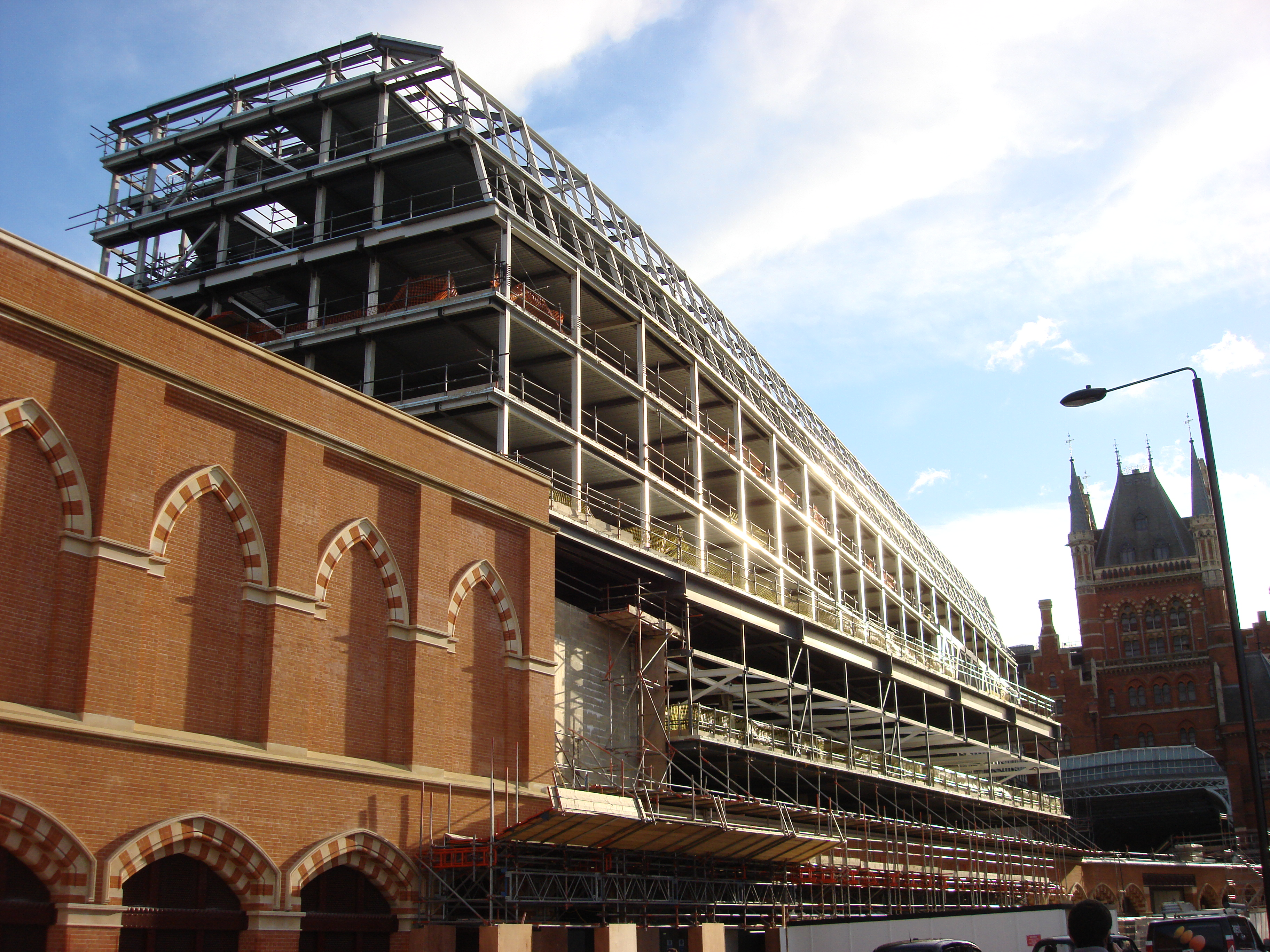
Extensão do St Pancras Renaissance London Hotel em construção

Os trabalhos de adaptação foram desenhados por Chapman Taylor e Arup (Eurostar) e concluídos pela ISG Interior Plc Contractors em colaboração com a Bechtel como Gestores de Projeto. O cliente era a London and Continental Railways que foram assessoradas pela Hitachi Consulting.
Em 2005, foi concedido o consentimento de planejamento para a reforma do antigo edifício Midland Grand Hotel, com planos de reforma e ampliação como hotel e bloco de apartamentos. O hotel recentemente remodelado abriu aos hóspedes a 21 de Março de 2011 com uma cerimónia de inauguração a 5 de Maio.
Em meados de 2006, o lado oeste da extensão do galpão de trem foi concluído. O custo de reconstrução foi na região de £ 800 milhões, acima de uma estimativa inicial de £ 310 milhão.

### Abertura
No início de novembro de 2007, o Eurostar realizou um programa de testes em que cerca de 6.000 membros do público estiveram envolvidos no check-in de passageiros, controle de imigração e testes de partida, durante o qual os "passageiros" fizeram três viagens de retorno de St Pancras até a entrada para o túnel de Londres. Em 4 de setembro de 2007, o primeiro trem de teste foi de Paris Gare du Nord para St Pancras. O ilustrador infantil Quentin Blake foi contratado para fornecer um enorme mural de um "comitê de boas-vindas imaginário" como um disfarce para um dos restantes prédios em ruínas do Stanley Building South imediatamente em frente à saída da estação.
St Pancras foi oficialmente reaberto como St Pancras International, e o serviço High Speed 1 foi lançado em 6 de novembro de 2007 pela Rainha Elizabeth II e pelo Príncipe Philip, Duque de Edimburgo. Os serviços foram estendidos a Roterdã e Amsterdã em abril de 2018.
Durante uma elaborada cerimônia de abertura, o ator Timothy West, como Henry Barlow, dirigiu-se ao público, que também foi entretido pela Orquestra Filarmônica Real e pelos cantores Lemar e Katherine Jenkins. Em um cenário cuidadosamente encenado, o primeiro trem da Classe 395 e dois trens da Classe 373 chegaram através de uma nuvem de gelo seco em plataformas adjacentes em segundos um do outro. Durante a cerimônia, a grande estátua de bronze de Paul Day, The Meeting Place, também foi revelada. Em uma cerimônia muito menor em 12 de novembro de 2007, a estátua de bronze de John Betjeman pelo escultor Martin Jennings foi revelada pela filha de Betjeman, a autora Candida Lycett Green. O serviço público pelo trem Eurostar via High Speed 1 começou em 14 de novembro de 2007. Em uma pequena cerimônia, os funcionários da estação cortaram uma fita que levava às plataformas do Eurostar. No mesmo mês, os serviços para East Midlands foram transferidos para um novo franqueado, East Midlands Trains. As plataformas de baixo nível do Thameslink abriram em 9 de dezembro de 2007, substituindo o King's Cross Thameslink.
St Pancras manteve a reputação de ter uma das fachadas mais reconhecidas de todos os terminais de Londres, e conhecida como a "catedral das ferrovias". Na Britain's 100 Best Railway Stations de Simon Jenkins, a estação foi uma das dez únicas a receber cinco estrelas. A estação possui placas bilíngues em francês e inglês, uma das poucas na Inglaterra a fazê-lo. Foi considerada a estação ferroviária mais amiga dos passageiros da Europa em um índice criado em 2020 pelo Consumer Choice Center.

### Geminação
Em outubro de 2019, St Pancras foi geminada com a Estação de Bordeaux Saint-Jean, Bordéus, França. A associação foi feita na esperança de que um serviço de alta velocidade pudesse conectar as duas estações e foi anunciada em uma cerimônia presidida por Claude Solard, Diretor Geral da SNCF.

## Serviços

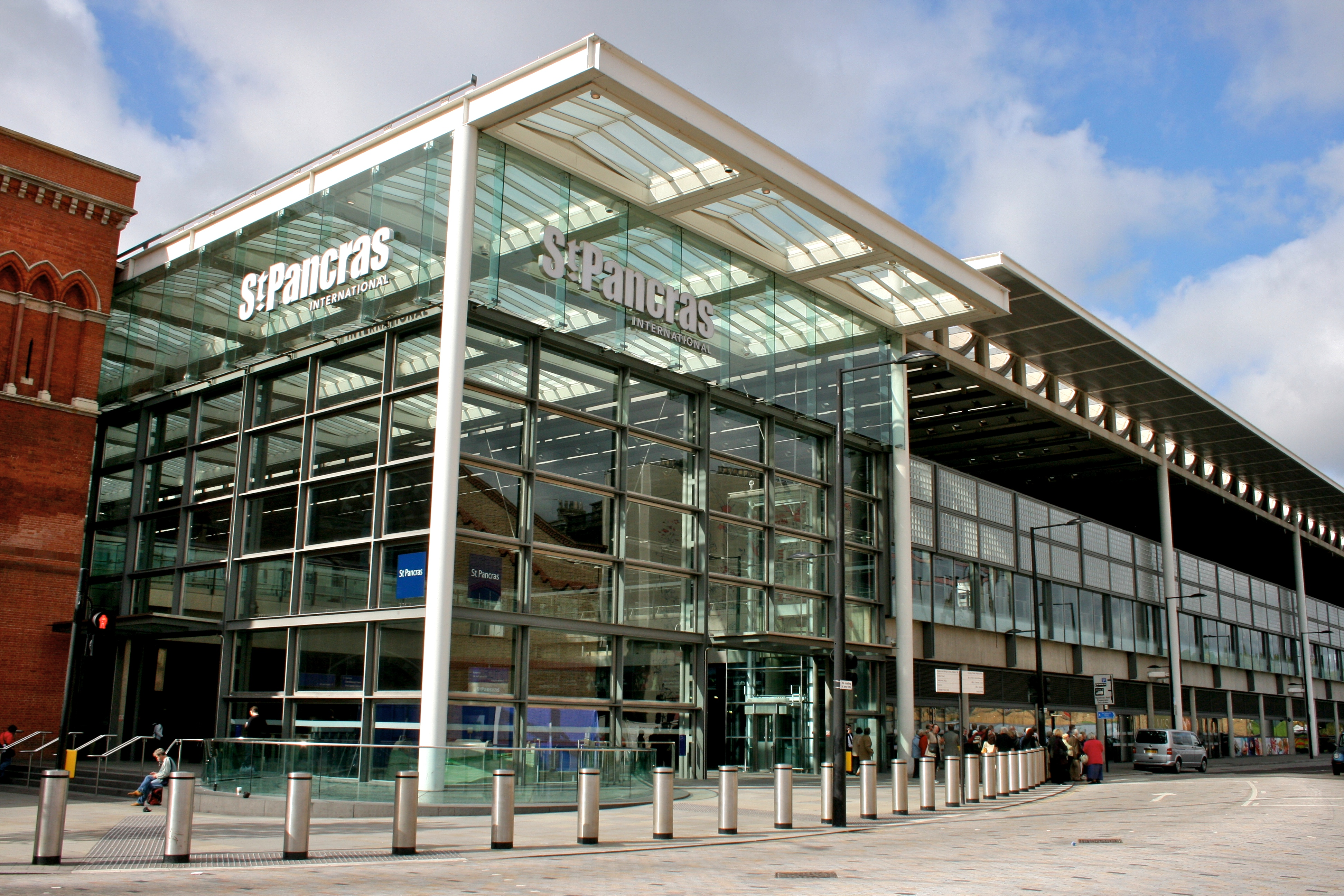
Entrada do lado leste da Pancras Road

St Pancras contém quatro grupos de plataformas em dois níveis, acessados através do saguão principal no nível do solo. O grupo abaixo da superfície contém as plataformas A e B, e o nível superior possui três grupos de plataformas terminais: plataformas domésticas 1–4 e 11–13 em cada lado das plataformas internacionais 5–10. As plataformas A e B atendem ao Thameslink, 1–4 conectam-se à Midland Main Line, enquanto as plataformas 11–13 levam à High Speed 1; não há conexão entre as duas linhas, exceto por um desvio de manutenção fora da estação. Há também uma variedade de lojas e restaurantes dentro do saguão da estação.
A estação é o terminal de Londres para os trens de alta velocidade do Eurostar para Paris, Bruxelas, Amsterdã e Lille através do Túnel da Mancha. É também o terminal para os serviços da East Midlands Railway de Londres para Derby, Leicester, Nottingham, Sheffield e cidades menores no caminho. Os trens Thameslink na rota que cruza Londres Thameslink param em plataformas abaixo da estação principal, ao sul para o Aeroporto de Gatwick e Brighton e ao norte para Luton Airport Parkway para o Aeroporto de Luton e Bedford. Os serviços domésticos de alta velocidade para Kent, administrados pela Southeastern, partem no mesmo nível da Eurostar & East Midlands Railway.

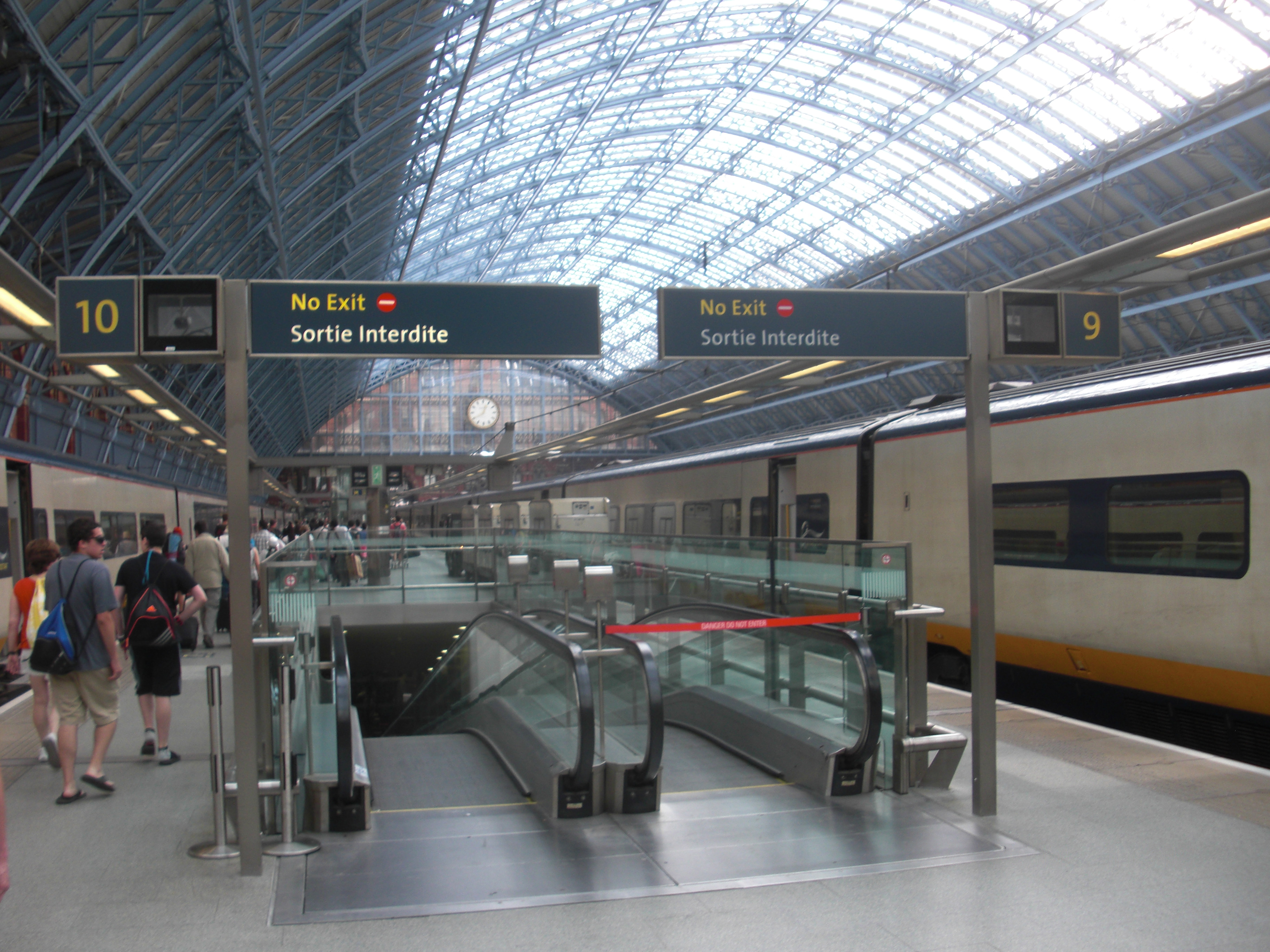
Chegando em uma das plataformas Eurostar

O terminal é uma das poucas estações ferroviárias da Inglaterra com sinalização multilíngue em inglês e francês. Em março de 2014, a equipe de relações públicas da estação encomendou um estudo de palavras mal pronunciadas, supostamente como resultado de passageiros se referindo à estação como "St Pancreas".

## Disposição das plataformas

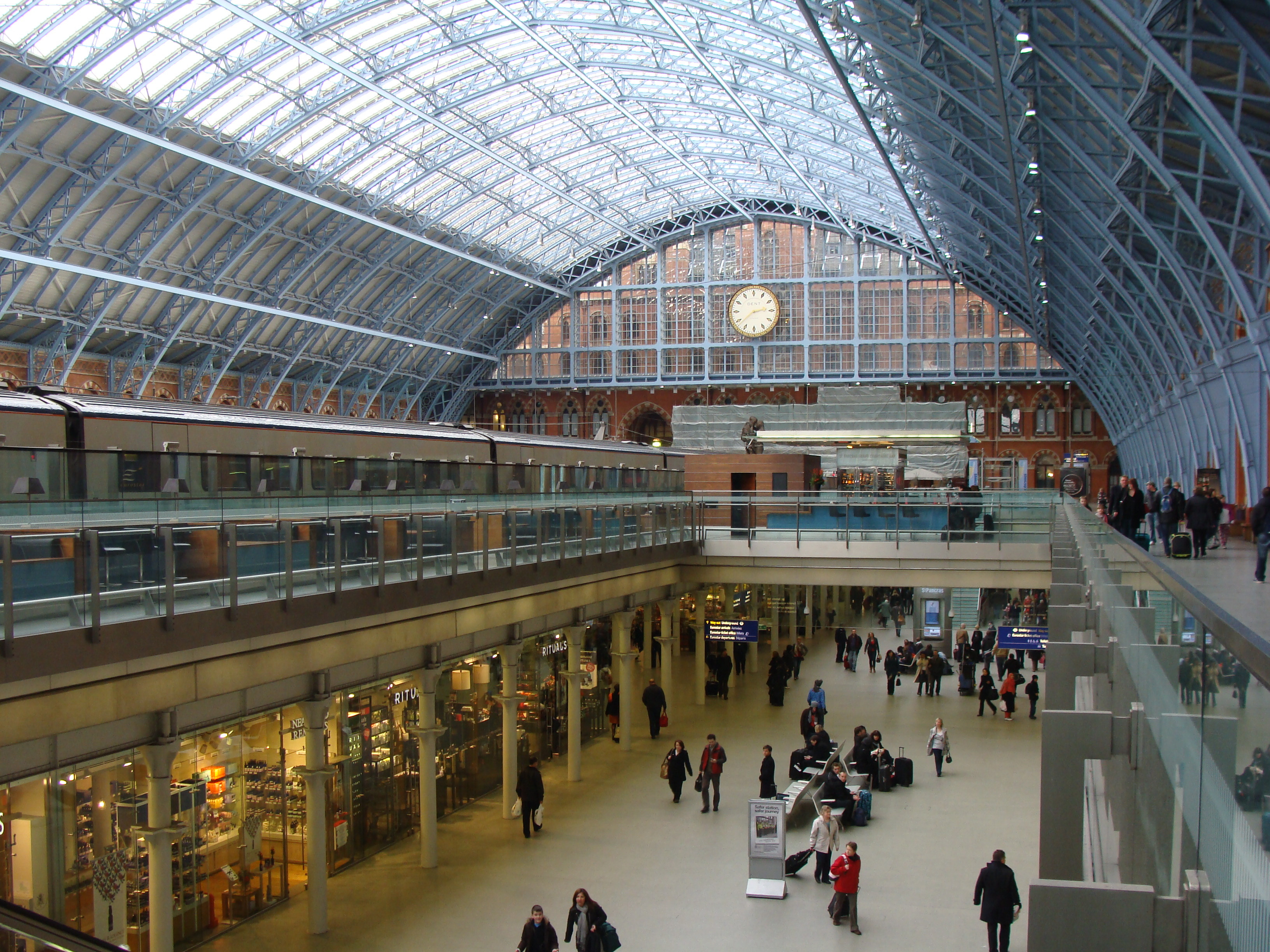
Interior da estação, com um trem Eurostar aguardando partida à esquerda

As plataformas internacionais mais longas, usadas pelo Eurostar, se estendem até o galpão de trem de Barlow, enquanto as outras plataformas terminam no extremo sul da extensão de 2005. As plataformas internacionais não ocupam toda a largura do galpão de trem de Barlow, e seções da área do piso foram abertas para fornecer luz natural ao novo saguão térreo abaixo. As salas de embarque e desembarque do Eurostar ficam abaixo dessas plataformas, adjacentes ao The Arcade, um saguão formado a partir do subsolo da estação original que corre ao longo da extensão oeste do galpão de trem de Barlow. O extremo sul do The Arcade liga-se à bilheteira ocidental da estação de metrô King's Cross St Pancras.
O acesso às plataformas da East Midlands Railway é feito pelo extremo norte da The Arcade, enquanto as plataformas Thameslink e domésticas de alta velocidade são alcançadas através de um saguão no nível da rua onde as partes antigas e novas da estação se encontram. A principal entrada de pedestres fica no extremo leste deste saguão, onde um metrô permite que os pedestres cheguem à estação King's Cross e à bilheteria norte da estação de metrô.

## Estação do Metrô de Londres

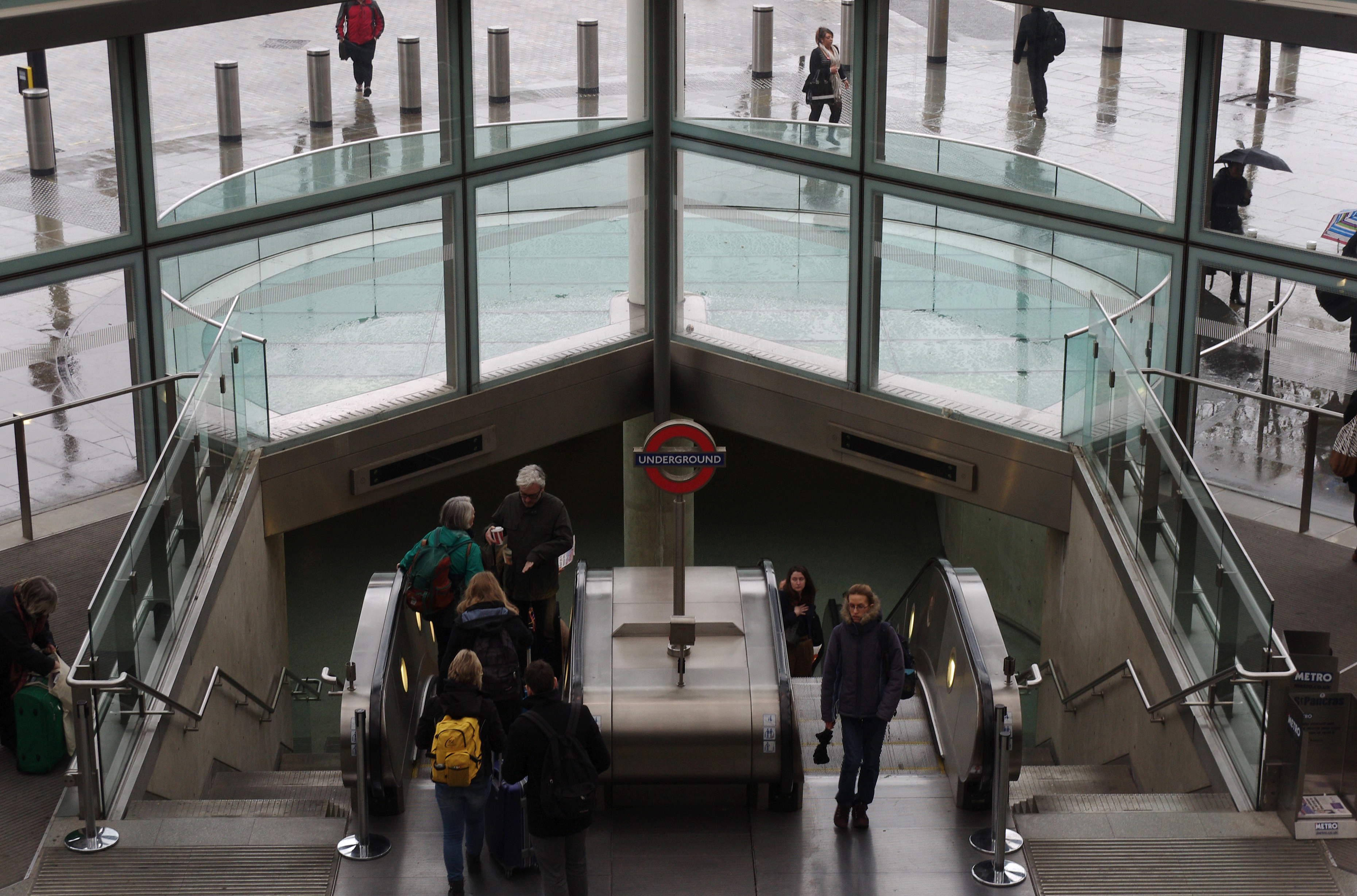
Uma das entradas para a estação de metrô King's Cross St Pancras do saguão St Pancras

A estação de metrô King's Cross St Pancras serve as estações da linha principal de King's Cross e St Pancras. Está na zona tarifária 1. A estação tem duas bilheterias, ambas acessíveis diretamente do saguão St Pancras. A estação de metrô é servida por mais linhas do que qualquer outra estação do Metrô de Londres. Em 2020, King's Cross St Pancras foi a 4a mais movimentada do sistema, com 18,84 milhões de passageiros entrando e saindo da estação.
A estação de metrô é anterior à linha principal como parte da seção inicial do projeto Metropolitan Railway em 10 de janeiro de 1863, que foi a primeira seção do Metrô de Londres a ser aberta. Uma estação separada para a Great Northern, Piccadilly and Brompton Railway (agora a linha Piccadilly) abriu em 15 de dezembro de 1906, com a City and South London Railway (agora parte da linha Northern) abrindo em 12 de maio de 1907. As plataformas da Metropolitan Railway foram transferidas para sua localização atual em 1941.
As plataformas da linha Victoria foram inauguradas em 1 de dezembro de 1968. Uma grande expansão para acomodar o High Speed 1 em St. Pancras foi inaugurada em novembro de 2009.
Uma passagem subterrânea de pedestres foi construído durante as reformas do CTRL. Ele corre sob Pancras Road da entrada leste do saguão doméstico em St Pancras até a bilheteria norte da estação de metrô King's Cross St Pancras (inaugurada em novembro de 2009) e o saguão de King's Cross (inaugurado em março de 2012).

### Citações
- Barlow, W. H. (1870). «Description of the St. Pancras Station and Roof, Midland Railway. (Includes Plates)». Minutes of the Proceedings. 30 (1870): 78–93. doi:10.1680/imotp.1870.23014
- Bradley, Simon (2010). St Pancras Station. [S.l.]: Profile Books. ISBN 978-1-847-65073-3
- Brown, J. (2009). London Railway Atlas. Londres: Ian Allan. ISBN 978-0-7110-3397-9
- Christopher, John (2013). St Pancras Station Through Time. [S.l.]: Amberley Publisher. ISBN 978-1-445-62408-2
- Day, John R.; Reed, John (2008) [1963]. The Story of London's Underground 10th ed. [S.l.]: Capital Transport. ISBN 978-1-85414-316-7
- Jackson, Alan (1984) [1969]. London's Termini New Revised ed. London: David & Charles. ISBN 0-330-02747-6
- Holland, Julian (2012). Railway top spots : revisiting the top train spotting destinations of our childhood. [S.l.]: David & Charles. ISBN 9781446302620. OCLC 800648375
- Hassanien, Ahmed; Dale, Crispin (2013). Facilities Management and Development for Tourism, Hospitality and Events. [S.l.]: CABI. ISBN 978-1-780-64034-1
- Lambert, Anthony J. (2010). Lambert's Railway Miscellany. Londres: Ebury. ISBN 978-0-09-193771-3
- Jones, Robin (2017). History of the East Coast Main Line. [S.l.]: The Crowood Press. ISBN 978-1-785-00287-8
- Menear, Laurence (1983). London's underground stations: a social and architectural study. [S.l.]: Midas. ISBN 978-0-859-36124-8
- Palmer, John (2017). Midland Main Lines to St Pancras and Cross Country: Sheffield to Bristol 1957–1963. [S.l.]: Pen and Sword. ISBN 978-1-473-88559-2
- Noszlopy, George Thomas; Waterhouse, Fiona (2005). Public Sculpture of Staffordshire and the Black Country. [S.l.]: Liverpool University Press. ISBN 978-0-853-23989-5
- Mason, Roger (2016). Great Railway Journeys: London to Sheffield. [S.l.]: Amberley Publishing Limited. ISBN 978-1-445-63407-4
- Rose, Douglas (2016) [1980]. The London Underground, A Diagrammatic History 9th ed. [S.l.]: Douglas Rose/Capital Transport. ISBN 978-1-85414-404-1
- Trevena, Arthur (1981). Trains in Trouble: Vol. 2. Redruth: Atlantic Books. ISBN 0-906899-03-6
- Hibbert, Christopher; Keay, Julia; Keay, John (2008). The London Encyclopedia. Pan MacMillan. ISBN 978-1-4050-4924-5 Faltam os |sobrenomes1= em Authors list (ajuda)
- Williams, Frederick S. (1888). «VII. 'Difficulties and Delays'». The Midland railway, its rise and progress, a narrative of modern enterprise 5 ed. [S.l.]: Richard Bentley & Son. pp. 128–29. OL 7043506M
- Wolmar, Christian (2004). The Subterranean Railway: How the London Underground Was Built and How It Changed the City Forever. [S.l.]: Atlantic Books. ISBN 1-84354-023-1